# Instituto Nacional de Estatística (Guiné-Bissau)
O Instituto Nacional de Estatística (INE) é um órgão público guineense responsável pela informação estatística oficial da República da Guiné-Bissau.